# Moncalvillo
Moncalvillo è un comune spagnolo di 88 abitanti situato nella comunità autonoma di Castiglia e León.